# 艾昆纬
艾昆緯（英語：IQVIA）又稱昆泰，是美國一家财富世界500强以及S&P 500生物制药开发和商业外包服务提供商，主要業務為I-IV期臨床試驗以及相关的实验室、分析和管理咨询服务。它的業務遍及全球100多个国家。截至2019年，艾昆緯是全球最大的受託研究機構之一。
IQVIA在全球拥有约88,000名员工，截至2023年，全球销售额约为约13.4亿美元（98亿人民币），经营利润预计超过约20.1亿美元（147亿人民币）。IQVIA在大中华区分公司拥有数千名员工，其中承担CRO（Contract Research Organization）临床试验业务的CRA（Clinical Research Associate）团队占60%，承担战略（Strategy）咨询和管理咨询业务的医生、药师、MBB背景的顾问占20%，其他部门也占20%。
IQVIA自2017年至2023年连续六年登上财富世界500强的“世界最受赞誉的公司（World's Most Admired Companies）”排名。在医疗制药咨询领域，自2022年至2023年连续被评为第一。

## 历史
1982年，丹尼斯·吉林斯在美國北卡罗来纳州創建昆泰跨国公司（Quintiles Transnational）。1997年，昆泰上市。2011年，昆泰制药收购Advion Biosciences公司，后者为纽约伊萨卡的一家生物分析实验室。 2016年10月3日，昆泰与IMS Health合并为QuintilesIMS。2017年11月，QuintilesIMS更名為IQVIA。